# Múcsony
Múcsony là một làng thuộc hạt Borsod-Abaúj-Zemplén, Hungary. Làng này có diện tích 17,54 km², dân số năm 2010 là 3195 người, mật độ 182 người/km².